# پریپلکا گراکا
پریپلکا گراکا (نام علمی: Periploca graeca) نام یک گونه از تیره خرزهره‌ایان است.